# Waterjuffers (geslacht)
De waterjuffers (Coenagrion) vormen een geslacht van libellen (Odonata) uit de familie van de waterjuffers (Coenagrionidae). De wetenschappelijke naam van het geslacht werd in 1890 voorgesteld door William Forsell Kirby.

## Soorten
Deze lijst is op basis van World Odonata List. De Nederlandstalige namen zijn, voor zover niet voorkomend in het Nederlands Soortenregister, ontleend aan Libellen van Europa. Bij de naam worden ook de auteur en het jaar van publicatie vermeld. Een naam waarbij de auteur tussen haakjes is geplaatst, werd bij eerste publicatie ervan met een andere geslachtsnaam gecombineerd.
- Coenagrion aculeatum Yu & Bu, 2007
- Coenagrion angulatum Walker, 1912
- Coenagrion armatum (Charpentier, 1840) – Donkere waterjuffer
- Coenagrion australocaspicum Dumont & Heidari, 1996
- Coenagrion caerulescens (Fonscolombe, 1838) – Zuidelijke waterjuffer
- Coenagrion ecornutum (Selys, 1872) – Mongoolse waterjuffer
- Coenagrion exclamationis (Fraser, 1919)
- Coenagrion glaciale (Selys, 1872) – IJswaterjuffer
- Coenagrion hastulatum (Charpentier, 1825) – Speerwaterjuffer
- Coenagrion holdereri (Förster, 1900)
- Coenagrion hylas (Trybom, 1889) – Siberische waterjuffer
- Coenagrion intermedium Lohmann, 1990 – Kretawaterjuffer
- Coenagrion interrogatum (Hagen, 1876)
- Coenagrion johanssoni (Wallengren, 1894) – Noordse waterjuffer
- Coenagrion lanceolatum (Selys, 1872)
- Coenagrion lunulatum (Charpentier, 1840) – Maanwaterjuffer
- Coenagrion melanoproctum (Selys, 1876)
- Coenagrion mercuriale (Charpentier, 1840) – Mercuurwaterjuffer
- Coenagrion ornatum (Selys, 1850) – Vogelwaterjuffer
- Coenagrion persicum Lohmann, 1993
- Coenagrion ponticum (Bartenev, 1929) – Pontische waterjuffer
- Coenagrion puella (Linnaeus, 1758) – Azuurwaterjuffer
- Coenagrion pulchellum (Vander Linden, 1823) – Variabele waterjuffer
- Coenagrion resolutum (Hagen, 1876)
- Coenagrion scitulum (Rambur, 1842) – Gaffelwaterjuffer
- Coenagrion syriacum (Morton, 1924) – Syrische waterjuffer
- Coenagrion terue (Asahina, 1949)